# Centro histórico de Barranquilla
El centro histórico de Barranquilla es la zona donde surgió dicha ciudad colombiana y se desarrolló la vida social, comercial, cultural y política desde su establecimiento en el siglo XVII hasta los años 1980. Actualmente es el sector más importante de la ciudad en términos comerciales y económicos y una zona estratégica para el futuro desarrollo de Barranquilla. Sin embargo, afronta una aguda problemática a causa de la invasión del espacio público, la contaminación ambiental, la inseguridad, el caos urbanístico y la destrucción de inmuebles de interés arquitectónico e histórico. El centro histórico de Barranquilla fue declarado Bien de Interés Cultural de Carácter Nacional por el Ministerio de Cultura mediante resolución 1614 de 1999. Desde la década de 1990, el centro histórico de Barranquilla se encuentra en proceso de recuperación, la cual se consolida en 2008 con la convocatoria del Ministerio de Cultura para el «Concurso Público de Anteproyecto Arquitectónico para el Diseño de Diferentes Sectores Urbanos para la Recuperación del Espacio Público del Centro Histórico de Barranquilla». A nivel de la administración local, el desarrollo del centro de Barranquilla es promovido por la Promotora del Desarrollo del Distrito Central de Barranquilla S.A. (Promocentro), entidad descentralizada adscrita a la Alcaldía Distrital.

## Ubicación
El centro histórico de Barranquilla está ubicado en el extremo centro-oriental de la ciudad, cercano a la margen occidental del río Magdalena, al pie de los caños del Mercado y de la Tablaza. Está comprendido entre las carreras 35 y 46 y las calles 30 y 46, y además del barrio centro incluye partes de los barrios San Roque, El Rosario y Abajo. Forma parte de la localidad Norte-Centro Histórico y del Distrito Central, conformado además por los sectores de Barranquillita y El Boliche. El centro es también sede de los poderes administrativos de la ciudad y del departamento del Atlántico. Su eje es el paseo de Bolívar, la avenida más importante de la ciudad, restaurada y ampliada entre 2003 y 2008.
El centro histórico de Barranquilla tiene un área total de 744.866 m², un área de manzanas de 543.377 m², un área de vías de 201.488 m², un área de andenes de 75.828 m², y un área de recreación de 9.675 m². El área de recreación corresponde al 1,29% del total del centro histórico y no cumple con la función recreativa.

## Historia

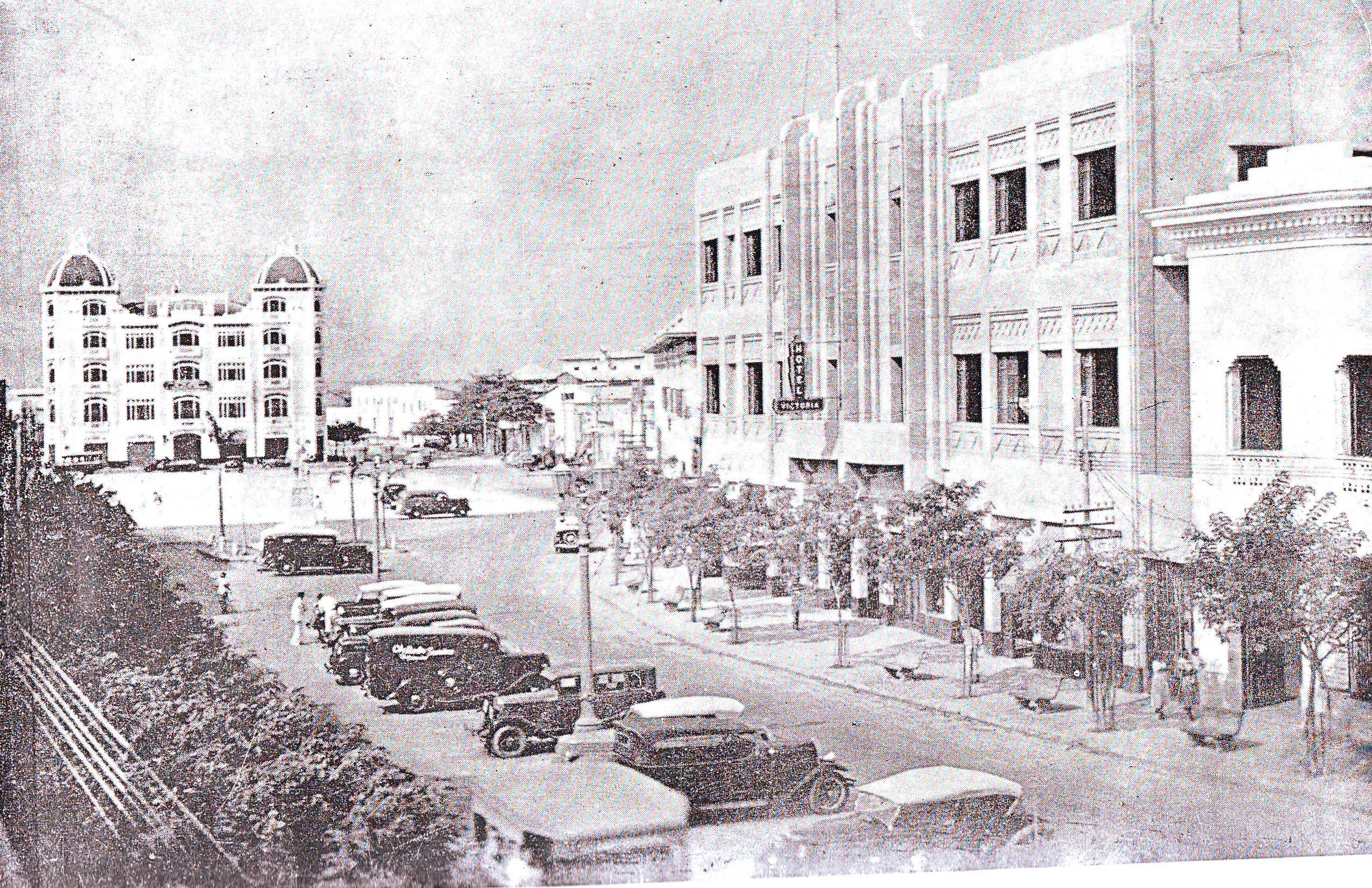
Paseo de Bolívar. Al fondo, el desaparecido edificio Palma.

En la zona correspondiente al centro histórico de Barranquilla se establecieron las primeras comunidades indígenas preheredianas (Pedro de Heredia tuvo a su cargo la exploración de Tierradentro, territorio correspondiente al departamento del Atlántico), como el pueblo indígena de Camash, entregado en encomienda en 1549. De hecho, en el subsuelo del centro, así como en distintos sitios de Barranquilla, se halla una extensa necrópolis indígena, según lo demostraron excavaciones arqueológicas y accidentales durante el siglo XX.

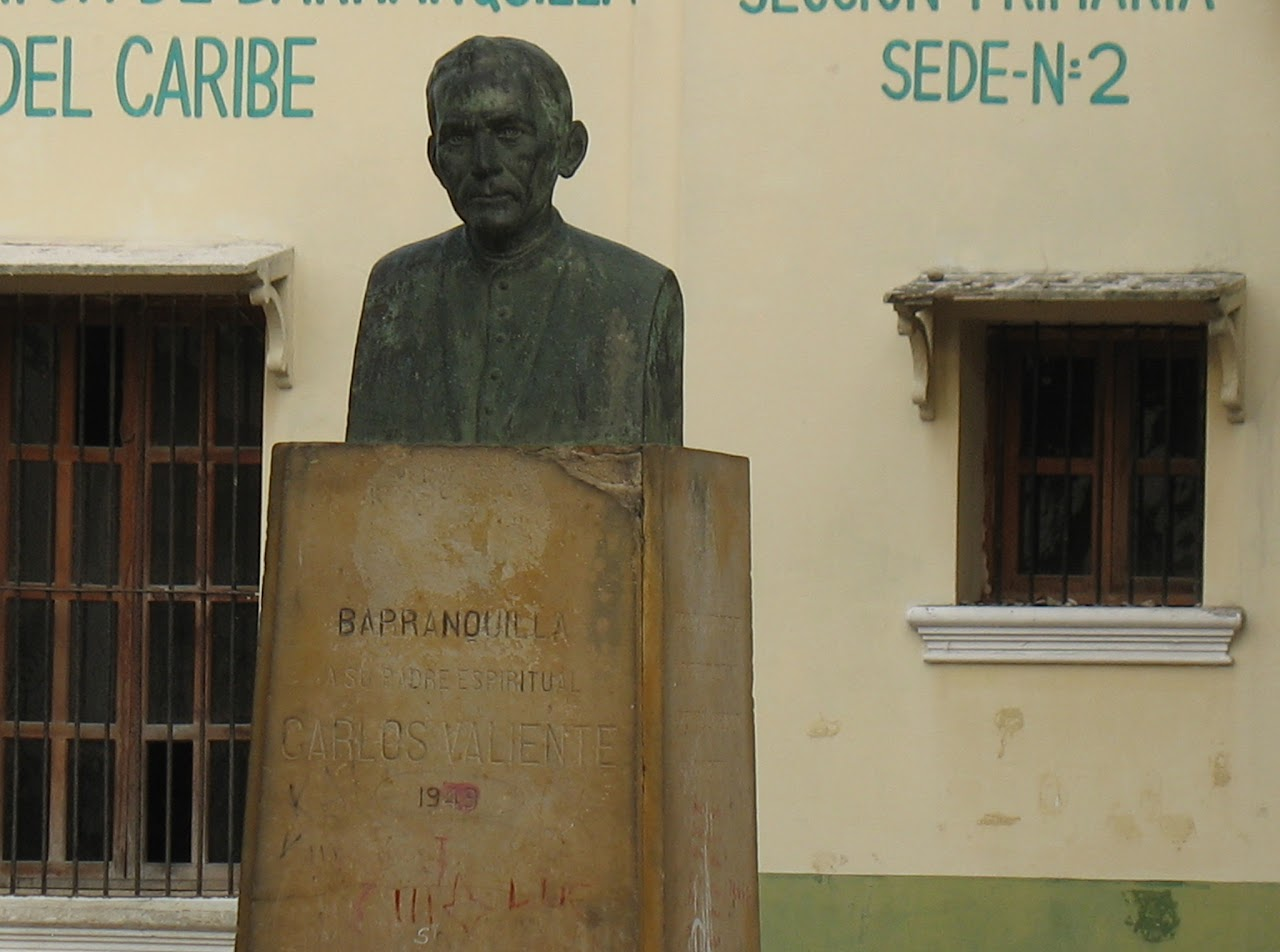
Busto del padre Carlos Valiente

En la época de la Colonia, la ciudad empezó a constituirse como tal alrededor del actual paseo de Bolívar, más exactamente en el sitio de la antigua plaza de la Cruz Vieja, calle 32 con carrera 44. En 1886 se produce una importante intervención en el centro promovida por el padre Carlos Valiente, el ingeniero José Félix Fuenmayor y los alcaldes Daniel Olaciregui y Antonio Abello, enfocada en 3 aspectos: la iglesia de San Nicolás, la nivelación de su plaza o parque, y la calle Ancha. La principal calle del centro, la calle Ancha, es remodelada por iniciativa del alcalde Antonio Abello, samario que acababa de regresar de París donde realizó estudios de Jurisprudencia, quien asumió el cargo después de la guerra civil de 1885 que tuvo uno de sus epicentros en Barranquilla. Abello le propuso al concejo municipal reformas urbanas urgentes, pues la ciudad había sufrido graves deterioros. La propuesta incluía la transformación de la calle Ancha en un bulevar al estilo de las avenidas de París, con sillas de madera, árboles, postes de luz y un camellón que sirviera para reuniones y ágora de la comunidad. La obra fue entregada el 7 de abril de 1886 y el pueblo la denominó camellón Abello. El 4 de diciembre de 1930, el alcalde Nicolás Llinás Vega presenta un Acuerdo, posteriormente aprobado por el Concejo municipal, para demoler el camellón, desmontar sillas y árboles con miras a pavimentación y constitución de parqueadero con el nombre de paseo Colón. El 18 de marzo de 1931 el diario La Prensa reseñaba: "La reciente pavimentación del paseo Colón y su cualidad de vía más importante de la ciudad". En 1910, en el extremo norte de la calle se había ubicado la estatua de Cristóbal Colón obsequiada por la colonia italiana en 1892 con motivo de los cuatrocientos años del Descubrimiento de América. En 1937, el paseo de Colón es transformado en paseo de Bolívar al reemplazar la estatua de Colón por la de Simón Bolívar, la cual había sido regalada a la ciudad por el ciudadano Andrés Obregón en 1919 con ocasión del centenario de la independencia definitiva de Colombia.

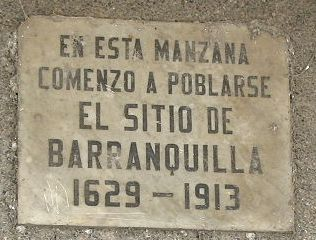

A partir de los años 1960, el centro experimenta un proceso progresivo de deterioro a causa de factores como la migración masiva del campesinado a las ciudades, la invasión del espacio público, la indigencia y una creciente delincuencia. En consecuencia, las distintas empresas que tenían allí su sede, la banca, el comercio organizado y los residentes del centro se desplazan hacia otros sectores de la ciudad, condenando al abandono a este importante sector de la ciudad que, sin embargo, es todavía el más importante en términos económicos. A partir de los años 1990 se han creado distintas organizaciones cívicas para la recuperación del centro de Barranquilla, lo que se ha logrado en parte con la reactivación del comercio alcanzada por empresarios de otras regiones del país y el proyecto de restauración promovido por el Ministerio de Cultura en 2008.

## Problemática

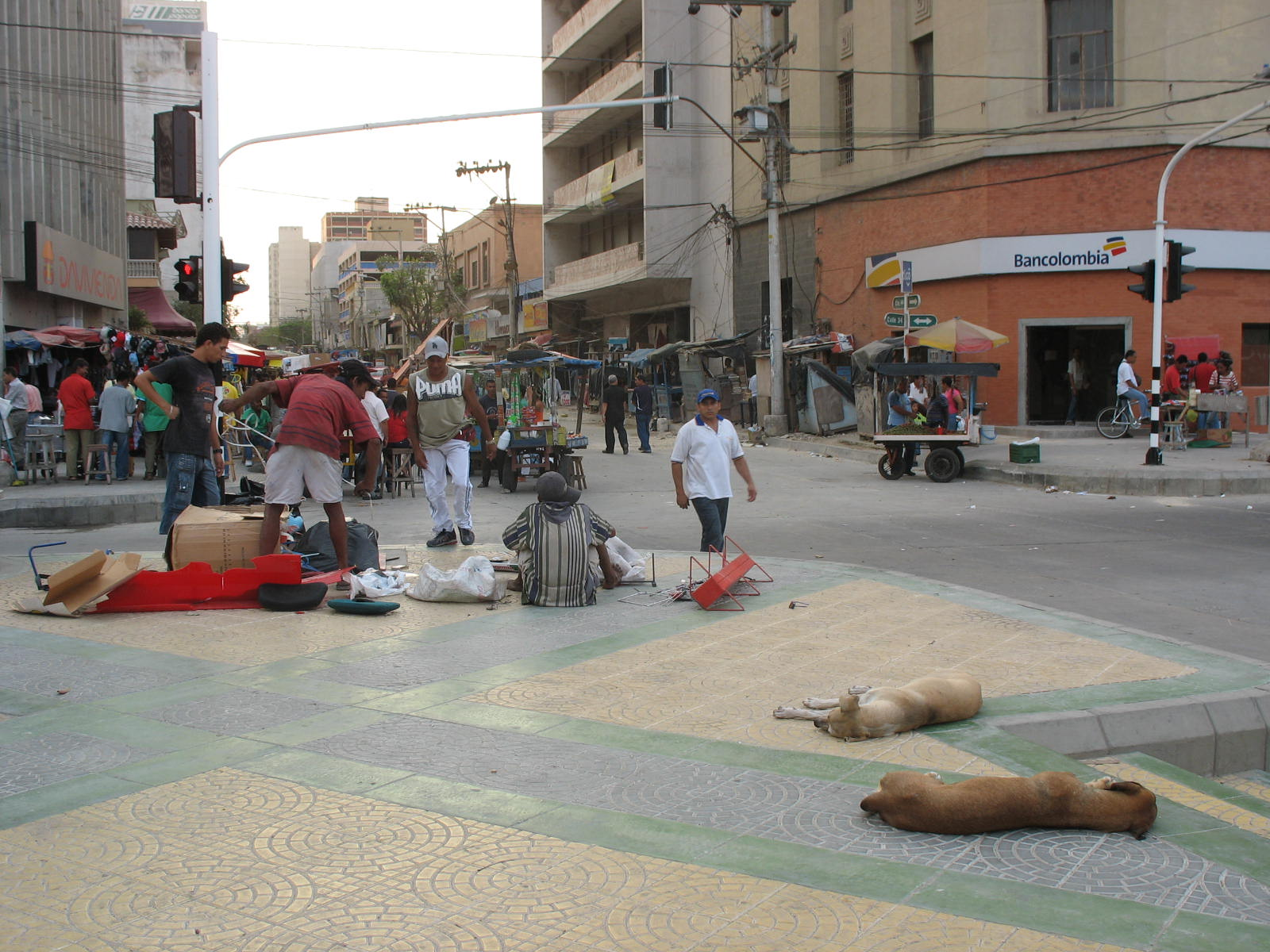
Aspecto de la problemática del centro de Barranquilla.

A partir de los años 1960 el centro entró en franca decadencia. Se atestó de vendedores ambulantes y estacionarios que invadieron el espacio público, se convirtió en un lugar repleto de basuras, y se volvió peligroso a causa de una creciente delincuencia y a la proliferación de indigentes. Por tales razones, el comercio formal, la banca y los pocos residentes que quedaban se desplazaron hacia el norte de la ciudad y otros sectores, abandonando las antiguas edificaciones y condenándolas a un paulatino deterioro. Dichas construcciones presentan un aspecto ruinoso, además de encontrarse invadidas de todo tipo de comercio y vendedores informales.
El centro histórico es el área con mayor degradación ambiental a nivel de contaminación atmosférica, contaminación por ruido, contaminación visual y manejo de residuos sólidos, los cuales afectan principalmente a los caños de la ciudad.
A pesar del abandono, el centro sigue siendo el núcleo de la ciudad y su sector más representativo e importante en términos económicos. Concentra una intensa actividad comercial en sinergia con el aledaño mercado público.

## Presente y futuro
Barranquilla ha experimentado, a partir de los años 1980, una toma de conciencia por parte de su dirigencia y de la ciudadanía en general, en cuanto a la preservación de su memoria urbana. En ese marco, la ciudad ha emprendido la restauración y protección de los sectores y las edificaciones en que se escenificó el surgimiento, el desarrollo y la expansión de la ciudad, muchos de los cuales se encuentran en estado de deterioro y abandono. El viejo centro fue definido como el eje de dicha transformación urbana por ser precisamente el sector en el que nació la ciudad y alrededor del cual se desarrollaron, casi exclusivamente, las más importantes actividades socioeconómicas, políticas y culturales de la urbe hasta hace unas décadas. Gracias a los últimos gobiernos y a los sectores económicos que tienen su asiento allí, el centro se ha revitalizado en los últimos años a través de la restauración de algunos inmuebles, la reconstrucción de sus calles, la ampliación del paseo de Bolívar y el mejoramiento de sectores aledaños que inciden en el sector, como se hizo con la restauración del antiguo edificio de la Aduana y su conversión en complejo cultural, y la construcción del Parque Cultural del Caribe. También se han establecido allí nuevos almacenes con el impulso de comerciantes provenientes del interior del país. 

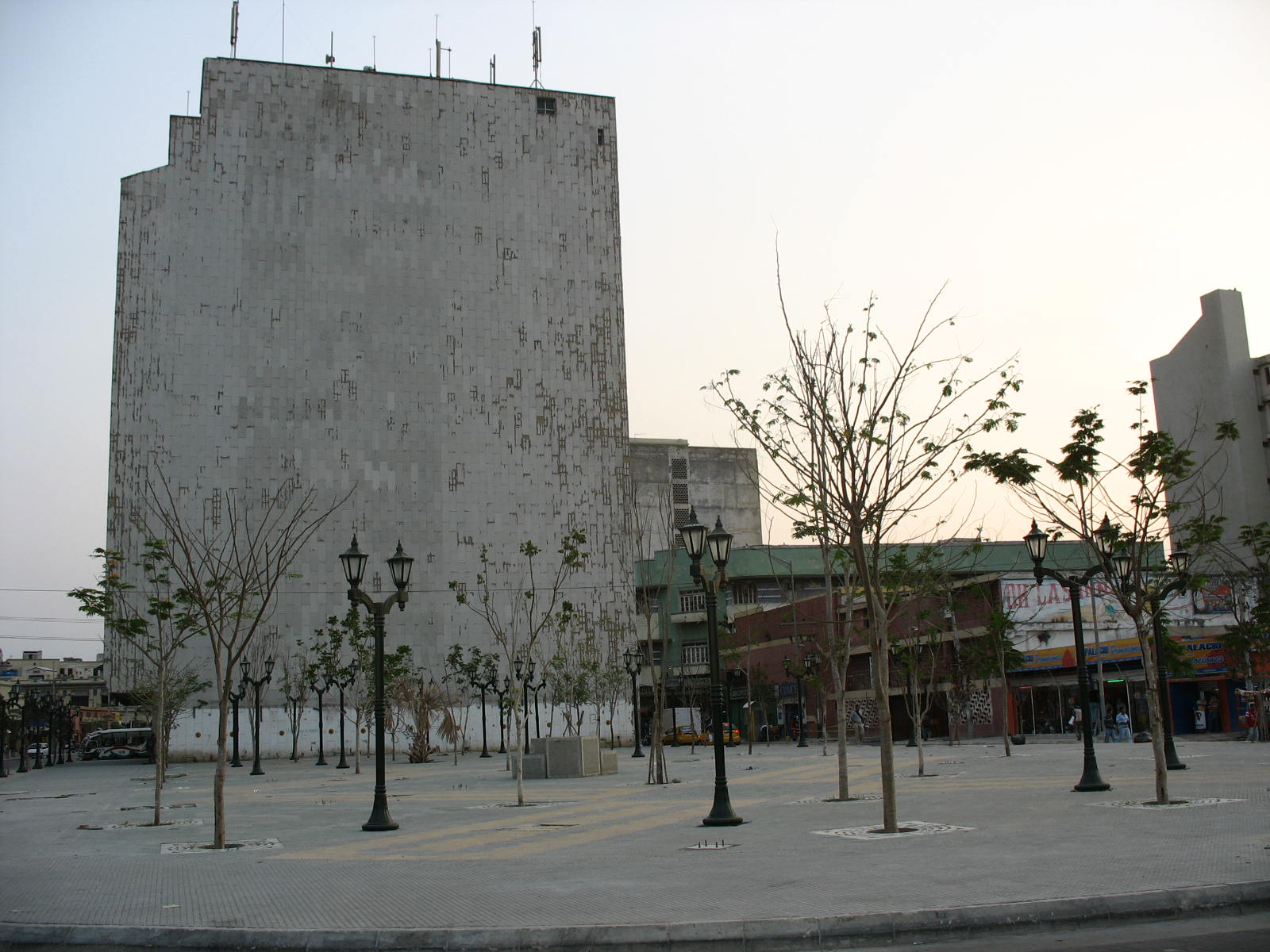
Ampliación del paseo de Bolívar detrás de la Caja Agraria.

Para el centro de Barranquilla se han diseñado en los últimos veinticinco años varios proyectos ambiciosos e integrales, debidamente articulados con el resto de la ciudad y la región, como el propuesto en 1985 por la Misión Japonesa de la agencia JICA, que buscan no solamente su restauración y conservación, sino su reactivación y proyección internacional con miras a posicionar la ciudad como polo de desarrollo económico de la cuenca del Caribe, aprovechando la gran cantidad de inmuebles disponibles y la completa infraestructura de servicios públicos del centro, además de la estratégica posición de la ciudad. En 1990 se constituyó la Empresa de Desarrollo Urbano de Barranquilla, Edubar S.A., sociedad de economía mixta, con el objetivo de ejecutar el Macroproyecto de Renovación Urbana del Distrito Central de Barranquilla, como resultante de los planes y estudios orientados por
la Misión Japonesa. 

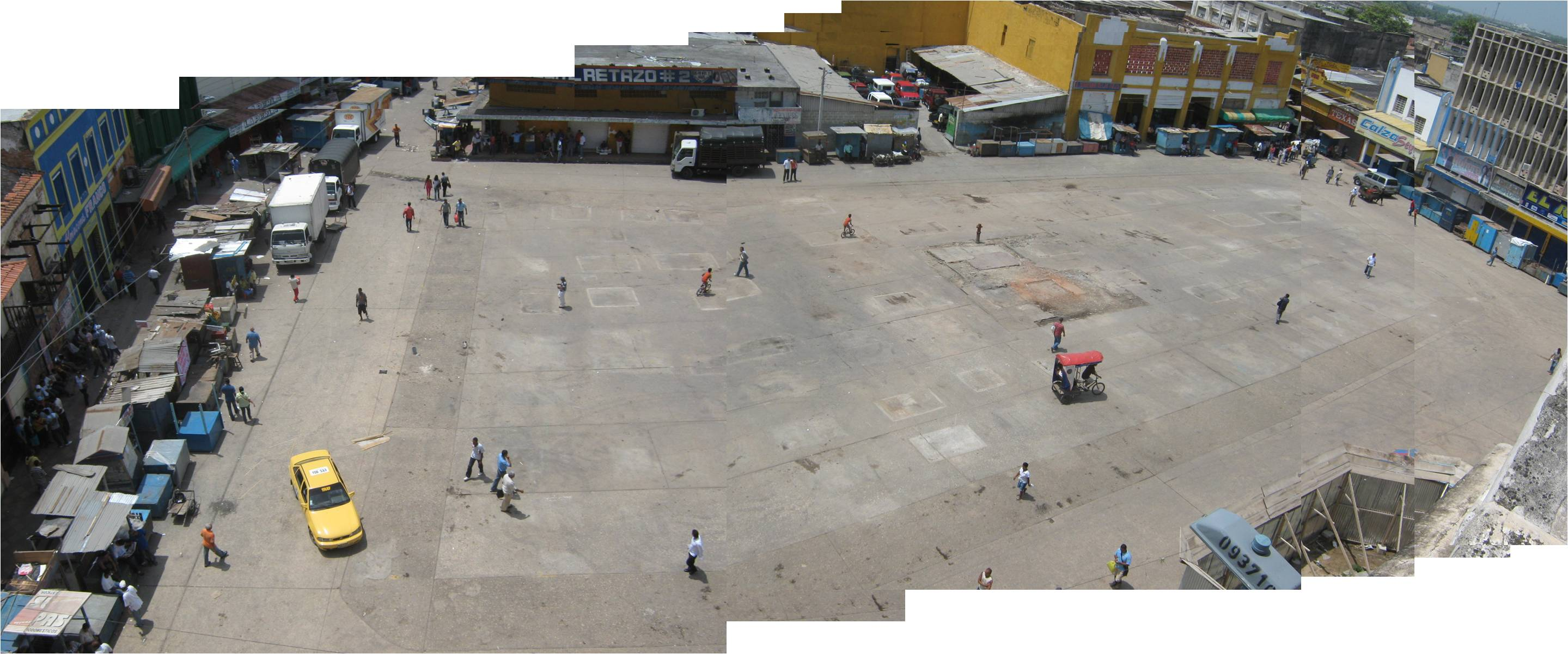
Plaza de San Nicolás después del desalojo de los vendedores estacionarios en julio de 2009.

La recuperación del centro está reglamentada por el decreto N.º 0117 del 29 de julio de 2005, “por el cual se adopta el plan parcial para la protección, rehabilitación, recuperación y revitalización integral del Centro Histórico del Distrito Industrial y Portuario de Barranquilla"; la ley 9 de 1989, Reforma Urbana; la ley 99 de 1993, Sistema Nacional Ambiental; la ley 388 de 1997, Ordenamiento Territorial; la Ley 397 de 1997, Ley de Cultura; la Ley 768 de 2002, Ley de Distritos; el Plan de Ordenamiento Distrital Barranquilla; la Resolución N.º 1614 de 1999, Declaratoria del centro histórico de Barranquilla como Bien
de Interés Cultural de Carácter Nacional; el Plan de Desarrollo 2004, 2007 “Acuerdo Social
por la ciudad”, Decreto 0117 del 29 de julio de 2005, Plan Parcial del Centro Histórico de
Barranquilla; y la Resolución 0746 del 21 de julio de 2005, Plan Especial de Protección del
Centro Histórico.
Desde los años 1990, tanto la empresa privada como el sector público han presentado distintos proyectos habitacionales y comerciales que se espera se hagan realidad en próximos años.
Restauración
La recuperación del centro histórico de Barranquilla recibe el espaldarazo definitivo del gobierno nacional en 2008 con la convocatoria del Ministerio de Cultura para el «Concurso Público de Anteproyecto Arquitectónico para el Diseño de Diferentes Sectores Urbanos para la Recuperación del Espacio Público del Centro Histórico de Barranquilla».
En noviembre de 2008, el Ministerio de Cultura anunció el ganador del diseño del proyecto de recuperación del centro histórico de Barranquilla. La ganadora fue la firma OPUS - Oficina de Proyectos Urbanos, la cual recibirá el contrato de consultoría para la elaboración de los diseños definitivos del proyecto por una cuantía de $1.116.107.019.
El proyecto, financiado con un aporte del ciento por ciento del Ministerio de Cultura, incluye la elaboración del diseño y los estudios técnicos de los espacios públicos:
- Plaza de San Nicolás. Compuesto por la iglesia de San Nicolás y la plaza del mismo nombre. Se inició su restauración en 2009, las obras se inauguraron el 16 de marzo de 2011.[18]
- Conjunto San José. Integrado por el parque de la Independencia o plaza de San José, la Biblioteca Departamental y la iglesia de San José (calles 38 a 40, carreras 36 a 40).
- Conjunto San Roque. Conformado por la iglesia de San Roque, la plaza de San Roque y su entorno (calles 30 a 31, carreras 36 a 38).
- Paseo de las Palmas. Comprendido entre las calles 38 y 45, carreras 40 y 41, incluye el antiguo parque de los Locutores o de los Enamorados.
- Plaza del Hospital General. Integra el Hospital General de Barranquilla con la prolongación del paseo de Bolívar (calles 31 a 34, carreras 35 a 38).

En marzo de 2012 se anunció la financiación de las obras Conjunto San José, Conjunto San Roque y plaza del Hospital General, así como la recuperación del espacio público, mediante el cobro del impuesto de valorización II. Asimismo, se recuperarán otros espacios del mercado que tienen influencia en el centro histórico, como el mejoramiento urbano en el sector de El Boliche y la recuperación y mejoramiento de espacios públicos en Barranquillita.

## Patrimonio

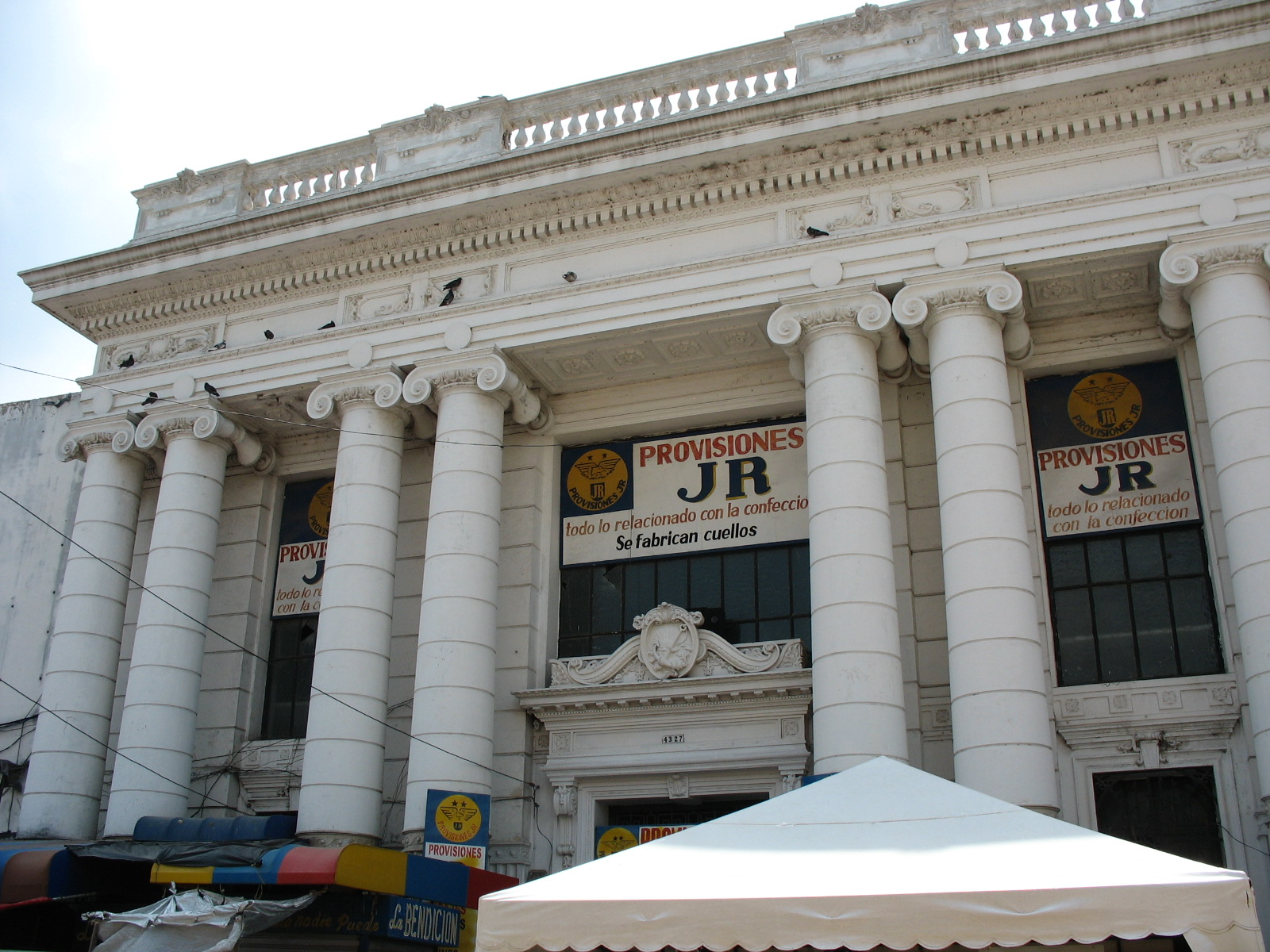
Antiguo banco Dugand, monumento nacional.

El centro histórico de Barranquilla alberga gran cantidad de edificaciones de los distintos periodos de la arquitectura colombiana: republicano (estilos neoclásico, barroco tardío español o neocolonial); la Transición (estilo art déco), del Movimiento Moderno y Más Reciente, de inmenso valor histórico y arquitectónico, por lo que ha recibido el carácter de Bien de Interés Cultural de Carácter Nacional y, por tanto, sus edificaciones no pueden ser alteradas ni demolidas.

## Sitios, instituciones y monumentos
- Paseo de Bolívar.
- Intendencia Fluvial.
- Mercado de Granos.
- Hospital General de Barranquilla.
- Alcaldía de Barranquilla.
- Concejo de Barranquilla.
- Centro cívico 
  - Gobernación del Atlántico.
  - Asamblea del Atlántico.
  - Tránsito departamental.
  - Edificio Telecom.
  - Edificio Nacional.
- Cámara de Comercio de Barranquilla.
- Fiscalía General de la Nación.
- Procuraduría General de la Nación.
- Centro comercial.
- Mercado público.
- Sitio probable de la población de Barranquilla (carrera 44 calle 32).
- Complejo Cultural de la Antigua Aduana.
- Caños orientales.
- Múltiples muestras de estilos neoclásico, art déco, del Movimiento Moderno, de arquitectura más reciente y de arquitectura actual.

## Plazas y parques
- Plaza de Bolívar.
- Plaza de San Nicolás.
- Plaza de San Roque.

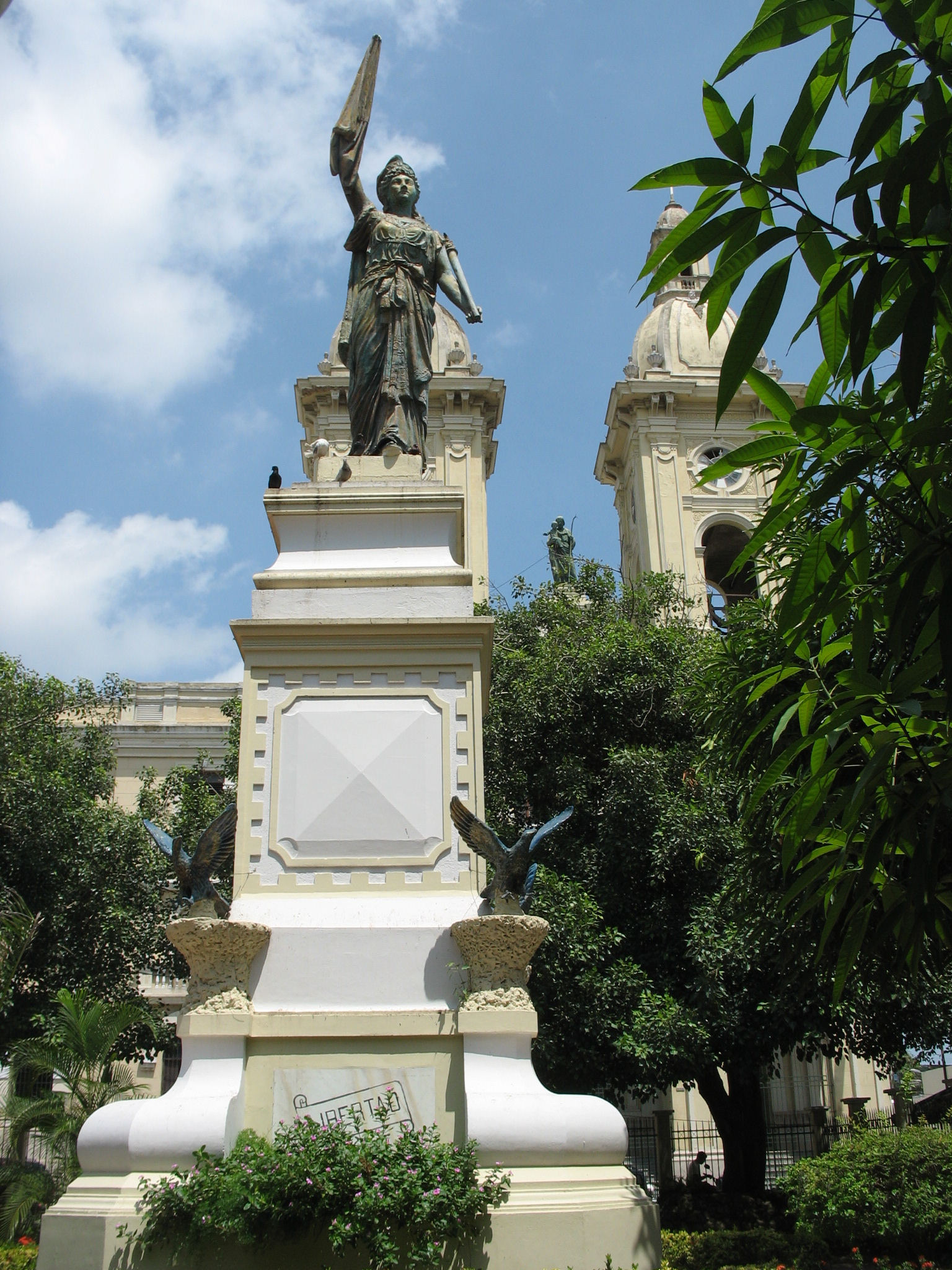
Estatua de la Libertad, parque de la Independencia. Al fondo, la iglesia de San José.

- Plaza de San José (antiguo parque de la Independencia o plaza del Centenario).
- Plaza del Hospital.
- Plaza de San Mateo.
- Plaza de la Concordia.
- Plaza del Río Grande de la Magdalena.
- Plaza del Boliche.
- Plazuela Jorge Eliécer Gaitán.
- Plazuela Ujueta.
- Parque de los Locutores o de los Enamorados.
- Parque del cementerio Universal.

## Calles y avenidas
- Paseo de Bolívar.
- Avenida Boyacá (calle 30).
- Avenida Murillo (calle 45).
- Vía 40.
- Avenida Olaya Herrera (carrera 46).
- Avenida de los Estudiantes (carrera 38).
- Avenida Veinte de Julio (carrera 43).
- Paseo de Las Palmas (propuesta).

## Edificios religiosos

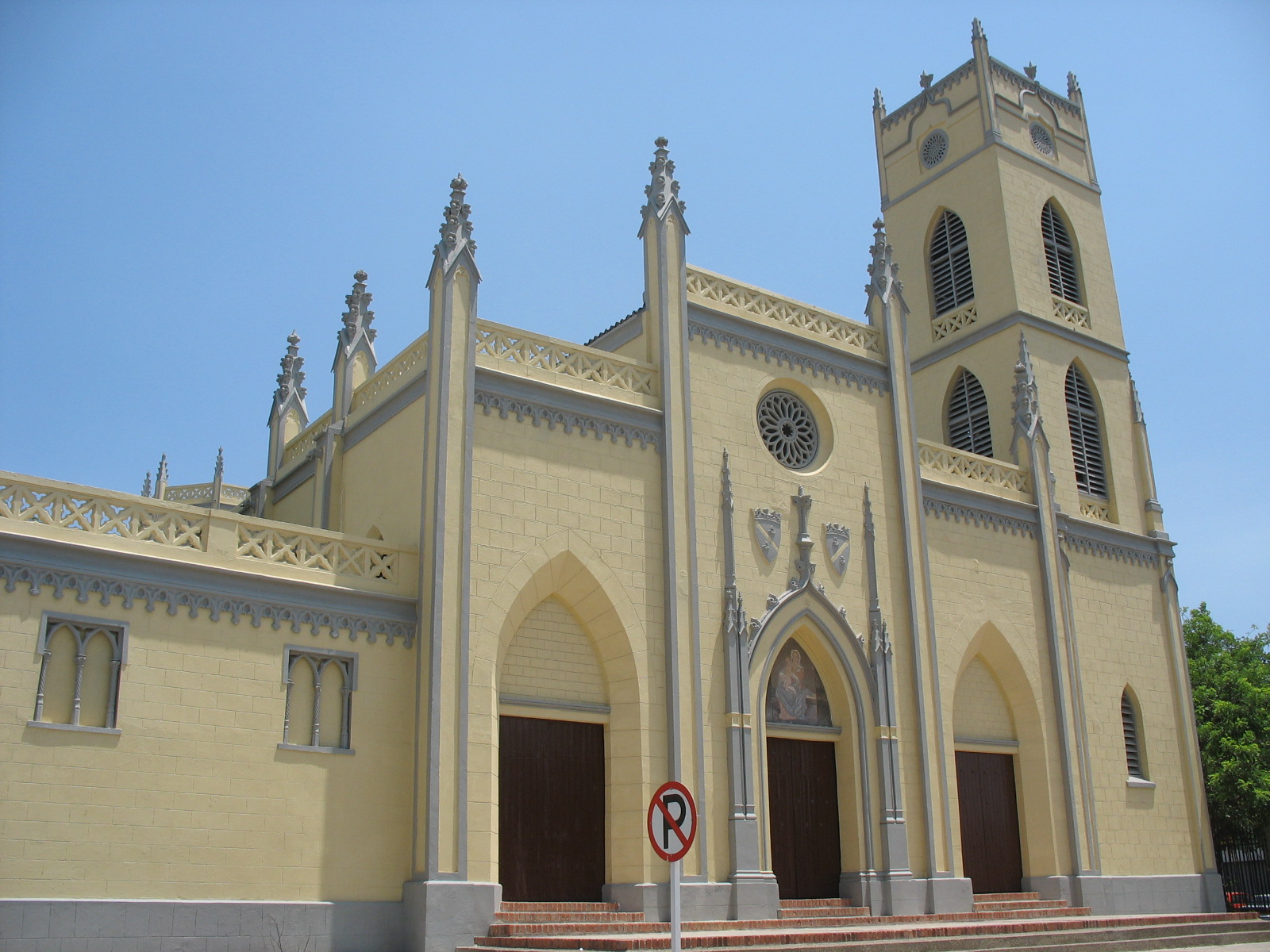
Iglesia del Rosario.

- Iglesia de San Nicolás de Tolentino.
- Iglesia de San Roque.
- Iglesia de Nuestra Señora del Rosario.
- Iglesia de San José.
- Asilo San Antonio.
- Capilla de San Antonio.

## Museos, salas, teatros y lugares de exposiciones
- Parque Cultural del Caribe.

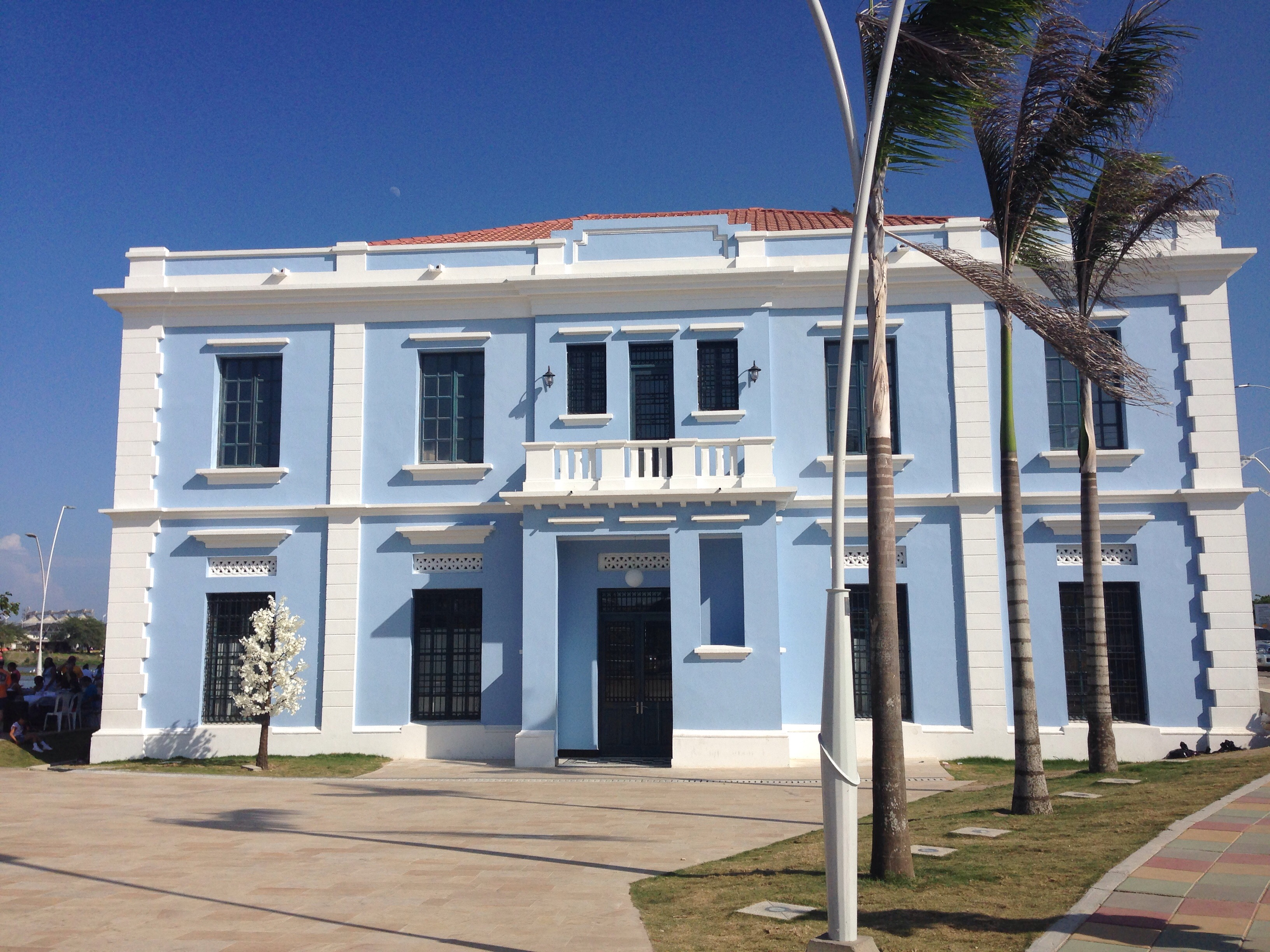
La Intendencia Fluvial fue restaurada y convertida en sede de la Secretaría de Cultura.

- Museo del Atlántico (antiguo edificio de la Gobernación del Atlántico).[20]
- Museo de Arte Moderno de Barranquilla.
- Museo del Carnaval.
- Sala Interactiva del carnaval Elsa Caridi.
- Museo Meira Delmar.
- Museo Tomás Arrieta. Estadio Édgar Rentería.
- Centro Interactivo de Memoria Urbana-CIMU.

## Centros de enseñanza
- Servicio Nacional de Aprendizaje.
- Instituto San José.
- Colegio Salesiano de San Roque.
- Biblioteca Departamental Meira Delmar.
- Archivo Histórico del departamento del Atlántico.
- Archivo Histórico de Barranquilla.
- Biblioteca Piloto del Caribe.
- Biblioteca Infantil Piloto del Caribe.
- Centro de Documentación Musical Hans Federico Neuman.